# Thomas Rösner
Thomas Rösner est un chef d'orchestre autrichien, né le 12 juin 1973 à Mödling.

## Biographie
Il a étudié à l'Académie de Musique et d'Arts dramatiques de Vienne et a participé à des master-classes avec Ilia Moussine, de Myung-Whun Chung et Hans Graf. 
Sur invitation de Fabio Luisi, dont il était l’assistant, Thomas Rösner a repris, lors d’une tournée en 1998, la direction de l’Orchestre de la Suisse romande, marquant ainsi son début de carrière et dès lors dirigea de nombreux orchestres dont l'Orchestre philharmonique de Londres, le Deutsches Symphonie-Orchester Berlin, l'Orchestre symphonique de Vienne, le Mozarteum-Orchester Salzburg, l'Orchestre national du Capitole de Toulouse, l'Orchestre de chambre de Lausanneet l'Orchestre symphonique de Houston. Entre 2000 et 2004, il a été chef associé à l'Orchestre national Bordeaux Aquitaine aux côtés de Hans Graf. Il dirigea également de nombreux opéras dont Les Noces de Figaro, La Chauve-Souris. 
Depuis 2005, il est directeur de l'Orchestre symphonique Bienne

## Discographie
Il a enregistré Le trouvère au Festival de Bregenz (DVD) for Opus Arte et Messe glagolitique (Janáček) avec le Janacek Philharmonie pour Columna Música